# Броммапойкарна
ІФ «Броммапойкарна» (швед. Idrottsföreningen Brommapojkarna) — шведський футбольний клуб представляє дільницю Бромма з західного Стокгольма.

## Історія
Заснований 1942 року. Провів 6 сезонів у Аллсвенскан (2007, 2009, 2010, 2013, 2014 і 2017). 3іграв 176 матчів, у яких здобув 38 перемог, 38 нічиїх і 100 поразки, різниця м'ячів 159-324.	 
Виступає в Супереттан (2-й лізі Швеції).

## Досягнення
Аллсвенскан (6 сезонів):
- 12-е місце (1): 2009

Кубок Швеції:
- Півфіналіст (2):  1990/91, 1995/96

## Сезони в чемпіонаті Швеції
| Сезон | Рівень | Ліга        | Підгрупа         | Місце | Примітки                           |
| ----- | ------ | ----------- | ---------------- | ----- | ---------------------------------- |
| 2000  | 3      | Дивізіон 2  | Східний Свеланд  | 1     | Плей-оф на підвищення              |
| 2001  | 3      | Дивізіон 2  | Східний Свеаланд | 1     | Плей-оф на підвищення - Підвищився |
| 2002  | 2      | Супереттан  |                  | 6     |                                    |
| 2003  | 2      | Супереттан  |                  | 12    |                                    |
| 2004  | 2      | Супереттан  |                  | 10    |                                    |
| 2005  | 2      | Супереттан  |                  | 6     |                                    |
| 2006  | 2      | Супереттан  |                  | 3     | Плей-оф на підвищення – Підвищився |
| 2007  | 1      | Аллсвенскан |                  | 14    | Вибув                              |
| 2008  | 2      | Супереттан  |                  | 3     | Плей-оф на підвищення – Підвищився |
| 2009  | 1      | Аллсвенскан |                  | 12    |                                    |
| 2010  | 1      | Аллсвенскан |                  | 16    | Вибув                              |
| 2011  | 2      | Супереттан  |                  | 6     |                                    |
| 2012  | 2      | Супереттан  |                  | 2     | Підвищився                         |
| 2013  | 1      | Аллсвенскан |                  | 13    |                                    |
| 2014  | 1      | Аллсвенскан |                  | 16    | Вибув                              |
| 2015  | 2      | Супереттан  |                  | 16    | Вибув                              |
| 2016  | 3      | Дивізіон 1  | Північ           | 1     | Підвищився                         |
| 2017  | 2      | Супереттан  |                  | 1     | Підвищився                         |
| 2018  | 1      | Аллсвенскан |                  | 14    | Плей-оф на вибування – Вибув       |
| 2019  | 2      | Супереттан  |                  | 15    | Вибув                              |
| 2020  | 3      | Еттан       | Північ           | 2     | Плей-оф на підвищення              |
| 2021  | 3      | Еттан       | Північ           | 1     | Підвищився                         |
| 2022  | 2      | Супереттан  |                  | 1     | Підвищився                         |
| 2023  | 1      | Аллсвенскан |                  | 14    | Плей-оф на вибування               |
| 2024  | 1      | Аллсвенскан |                  | 10    |                                    |

## Виступи в єврокубках
Ліга Європи УЄФА:
| Сезон     | Раунд |                   | Клуб                   | Рахунок  |
| --------- | ----- | ----------------- | ---------------------- | -------- |
| 2014—2015 | 1Q    | Фінляндія         | ВПС (Вааса)            | 1-2, 2-0 |
| 2014—2015 | 2Q    | Північна Ірландія | «Крузейдерс» (Белфаст) | 4-0, 1-1 |
| 2014—2015 | 3Q    | Італія            | «Торіно» (Турин)       | 0-3, 0-4 |

6 матчів, 2 перемоги, 1 нічия, 3 поразки, різниця м'ячів 8-10.

## Відомі гравці
- Мікаель Альмебек